# Клаус-Петер Коль
Клаус-Петер Коль (нім. Klaus-Peter Kohl; нар. 4 травня 1944, Німеччина) — німецький підприємець та боксерський промоутер. Засновник промоутерської компанії Universum Box-Promotion.
Клаус-Петер Коль, деякий час, був промоутером українських професійних боксерів Віталія Кличко та Володимира Кличко.